# Blacken the Angel
Blacken the Angel este albumul de debut al formației germane de symphonic black metal - Agathodaimon. El a fost lansat pe 4 august 1998 de către casa de discuri Nuclear Blast.
În 2009 Metal Mind Productions a relansat albumul ca ediție digipack remasterizată. 

## Lista pieselor
| Nr.             | Titlu                                                         | Lungime |  |
| 1.              | „Tristețea vehementă” ("The Loud Sadness")                    | 08:11   |  |
| 2.              | „Banner of Blasphemy”                                         | 05:48   |  |
| 3.              | „Near Dark”                                                   | 15:37   |  |
| 4.              | „Ill of an Imaginary Guilt”                                   | 04:19   |  |
| 5.              | „Die Nacht des Unwesens” ("The Night of the Menace")          | 03:40   |  |
| 6.              | „Contemplation Song”                                          | 02:26   |  |
| 7.              | „Sfințit cu roua suferinții” ("Sanctified Through Suffering") | 04:45   |  |
| 8.              | „Stingher/Alone”                                              | 04:26   |  |
| 9.              | „After Dark”                                                  | 04:26   |  |
| 10.             | „Ribbons/Requiem”                                             | 07:21   |  |
| Lungime totală: | Lungime totală:                                               | 60:59   |  |

- Piesele 1, 2 și 7 sunt în limba română, iar a 5-a este în germană.

## Personal
- Sathonys - chitare
- Hyperion - chitare
- Akaias - vocal
- Vlad Dracul - clape
- Matthias R. - baterie
- Marko T. - bass

### Personal adițional
- Ophelia - vocal feminin
- Vampallens - clape
- Gerald Axelrod - fotografie
- Sander N. - cover art
- Markus Staiger - producător executiv
- Gerhard Magin - producător
- Barbara Stiller - fotografie